# Gilera Saturno
La Saturno è una motocicletta costruita dalla Gilera tra il 1946 e il 1958.

## Il contesto
Progettata da Luigi Salmaggi sul finire degli anni trenta e presentata al Salone di Milano del 1940 come erede della Otto Bulloni, la Saturno è una monocilindrica quattro tempi di 500 cm³. A causa della seconda guerra mondiale l'inizio della produzione in grande serie sarà però rinviato al 1946 (6 esemplari "Tipo Competizione" verranno costruiti prima dello scoppio della guerra).

## La tecnica
Il motore è il classico monocilindrico Gilera ad aste e bilancieri di 500 cm³, con le "classiche" misure di alesaggio e corsa delle mezzo litro della Casa di Arcore, ovvero 84x90 mm. Per quanto riguarda la ciclistica, il telaio è un monoculla aperta in tubi; la forcella è a parallelogramma, mentre al posteriore sono impiegati molloni inseriti in foderi ai lati della ruota, assistiti da ammortizzatori a compasso, sistema impiegato in Gilera sin dalla metà degli anni trenta. Il cambio è un quattro marce con comando a pedale.
Quattro le versioni disponibili: "Turismo", "Sport", "Competizione" e "Corsa". Nel 1953 si aggiungono anche le versioni "Cross" e "Regolarità", discipline che in Italia andavano diffondendosi in quegli anni. Differenza principale tra Sport e Turismo è la testata, in alluminio sulla prima e in ghisa sulla seconda. Per il rinato Esercito Italiano, per la Polizia e la Guardia di Finanza, vennero costruite versioni militari appositamente dedicate, che differivano dai modelli civili per la verniciatura (grigioverde anziché nero con serbatoio rosso) e per modifiche varie alla meccanica (come un minor rapporto di compressione, diversi rapporti del cambio, ecc…).

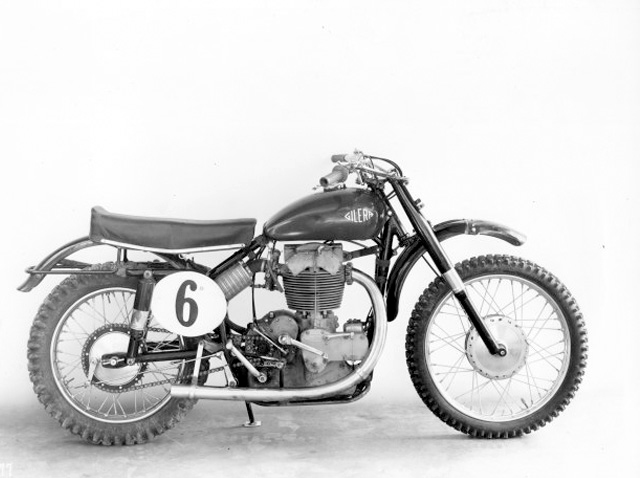
Gilera Saturno 500 Cross del 1953

La Saturno rimase pressoché immutata sino al 1951, anno in cui all'anteriore venne adottata una forcella telescopica. L'anno seguente vennero rifatte anche le sospensioni posteriori, con un più moderno forcellone oscillante, due ammortizzatori telescopici ed il parastrappi al mozzo.
In quest'ultima configurazione la "Saturno" venne costruita, fino al 1958, in 1.250 dei circa 6.000 esemplari complessivamente realizzati, in buona parte suddivisi nelle versioni "Turismo" e "Sport", anche compresi 300 esemplari "Competizione", 60 "Corsa", 18 "Cross" e solo 2 "Regolarità". Un imprecisato numero di esemplari "Tipo Turismo", destinati all'immatricolazione come motocarrozzetta, vennero dotati di un motore maggiorato a 600 cm³, ottenuto mediante l'aumento della corsa a 105 mm.
Nel 1952 venne presentata una versione da gara per corridori privati, con motore bialbero e particolarmente alleggerita, divenuta celebre come "Piuma", della quale furono realizzati 110 esemplari.
La produzione della Saturno cessò per due motivi: da un lato le "500" in commercio in Italia (oltre alla Gilera, il Falcone della Moto Guzzi) erano oramai superate, sia come tecnica che come prestazioni, e dall'altro il boom economico permise a chiunque di acquistare una ben più confortevole automobile. Il ruolo di "ammiraglia" della Casa di Arcore passò quindi alla più piccola 300 bicilindrica, già in catalogo dal 1953. Per rivedere una Gilera monocilindrica intorno al mezzo litro di cilindrata bisognerà attendere fino al 1985, quando sarà presentata l'enduro Dakota, seguita nel 1988 da una "nuova Saturno" che, però, aveva ben poco in comune con la sua omonima di quarant'anni prima.